# Aspitates canaria
Aspitates canaria là một loài bướm đêm trong họ Geometridae.